# Liste der Abgeordneten zum Salzburger Landtag (1. Republik, 4. Wahlperiode)
Diese Liste der Abgeordneten zum Salzburger Landtag (4. Wahlperiode) listet alle Abgeordneten zum Salzburger Landtag in der 4. Wahlperiode auf. Der Landtag konstituierte sich nach der Landtagswahl 1932 am 19. Mai 1932.
Bei der Landtagswahl 1932 erzielte die Christlichsoziale Partei (CSP) 12 der insgesamt 26 Mandate, womit die CSP eines ihrer bisherigen Mandate verlor. Auch die Sozialdemokratische Arbeiterpartei Deutschösterreichs (SDAPDÖ) büßte zwei Mandate ein und stellte nur noch acht Abgeordnete im Landtag. Großer Gewinner der Wahl war die Nationalsozialistische Deutsche Arbeiterpartei (NSDAP), die auf Anhieb sechs Mandate erzielte. 1927 hatte die NSDAP noch zusammen mit der Großdeutschen Partei (GDVP) kandidiert, wobei die beiden Parteien zusammen drei Mandate erreichten. Ebenso wie die GDVP verfehlte auch der Salzburger Landbund den Wiedereinzug in den Landtag.
Die Mandate der NSDAP wurden im Zuge des Parteiverbotes mit dem Landesverfassungsgesetz vom 30. Juni 1933 für ruhend erklärt. Infolge des Österreichischen Bürgerkriegs wurde zudem die Mandate der SDAP mit der Verordnung der Bundesregierung vom 16. Februar 1934 für erloschen erklärt. Schließlich übertrug der Landtag mit dem Landesverfassungsgesetz vom 26. Februar 1934 das Recht der Gesetzgebung der Landesregierung, bevor sich der „Ständische Landtag“ am 22. November 1934 konstituierte.
Der Landtag wählte am 27. Mai 1932 die Landesregierung Rehrl III.

## Funktionen

### Landtagspräsidenten
Das Amt des Landtagspräsidenten übernahm in der 4. Wahlperiode Josef Hauthaler (CSP). Die Funktion des Ersten Landtagspräsidenten-Stellvertreters fiel der SDAPDÖ zu, die für das Amt Anton Neumayr nominierte. Mit Franz Koweindl (NSDAP) übernahm erstmals ein Abgeordneter der NSDAP das Amt des Zweiten Landtagspräsident-Stellvertreters. Die Wahl der drei Landtagspräsidenten erfolgte am 19. Mai 1932. Hauthaler legte sein Amt am 19. Jänner 1934 zurück, woraufhin Johann Kirchner zu seinem Nachfolger gewählt wurde. Zuvor hatte bereits Koweindl am 30. Juni 1933 sein Amt durch das Verbot der NSDAP verloren. Anton Neumayr ereilte dasselbe Schicksal am 16. Februar 1934.

### Landtagsabgeordnete
| Name                   | Fraktion | Anmerkung                                         |
| ---------------------- | -------- | ------------------------------------------------- |
| Bachinger Josef        | CSP      |                                                   |
| Baumgartner Eduard     | SDAPDÖ   |                                                   |
| Emminger Karl          | SDAPDÖ   |                                                   |
| Engl Karl              | CSP      |                                                   |
| Fersterer Bartholomäus | CSP      |                                                   |
| Hauthaler Josef        | CSP      |                                                   |
| Hochleitner Adolf      | CSP      |                                                   |
| Hutter Matthias        | CSP      |                                                   |
| Kirchner Johann        | CSP      | am 19. Jänner 1934 für Michael Neureiter angelobt |
| Koweindl Franz         | NSDAP    |                                                   |
| Neumayr Anton          | SDAP     |                                                   |
| Neureiter Michael      | CSP      | bis 18. Jänner 1934                               |
| Pacher Stanislaus      | SDAP     |                                                   |
| Peisser Max            | NSDAP    | bis 5. Dezember 1932                              |
| Preis Josef            | CSP      |                                                   |
| Preussler Robert       | SDAPDÖ   |                                                   |
| Rainer Johann          | CSP      |                                                   |
| Rehrl Franz            | CSP      |                                                   |
| Reichl Alois           | NSDAP    |                                                   |
| Riedler Josef          | SDAPDÖ   |                                                   |
| Schaschko Leopold      | NSDAP    |                                                   |
| Schweinberger Johann   | CSP      |                                                   |
| Starkel Karl           | NSDAP    | am 6. Dezember 1932 für Max Peisser angelobt      |
| Strasser Johann        | CSP      |                                                   |
| Treml Hans             | SDAPDÖ   |                                                   |
| Vogl Otto              | NSDAP    |                                                   |
| Wagner Erich           | NSDAP    |                                                   |
| Witternigg Anna        | SDAPDÖ   |                                                   |